# پیتر اشتایگر
پیتر اشتایگر (انگلیسی: Peter Steiger؛ زادهٔ ۲۳ ژانویهٔ ۱۹۶۰) دوچرخه‌سوار اهل سوئیس است.
وی در مسابقات کشوری و بین‌المللی در مجموع برندهٔ ۱ مدال طلا، ۲ مدال نقره شده‌است.